# Nuage moléculaire de Persée

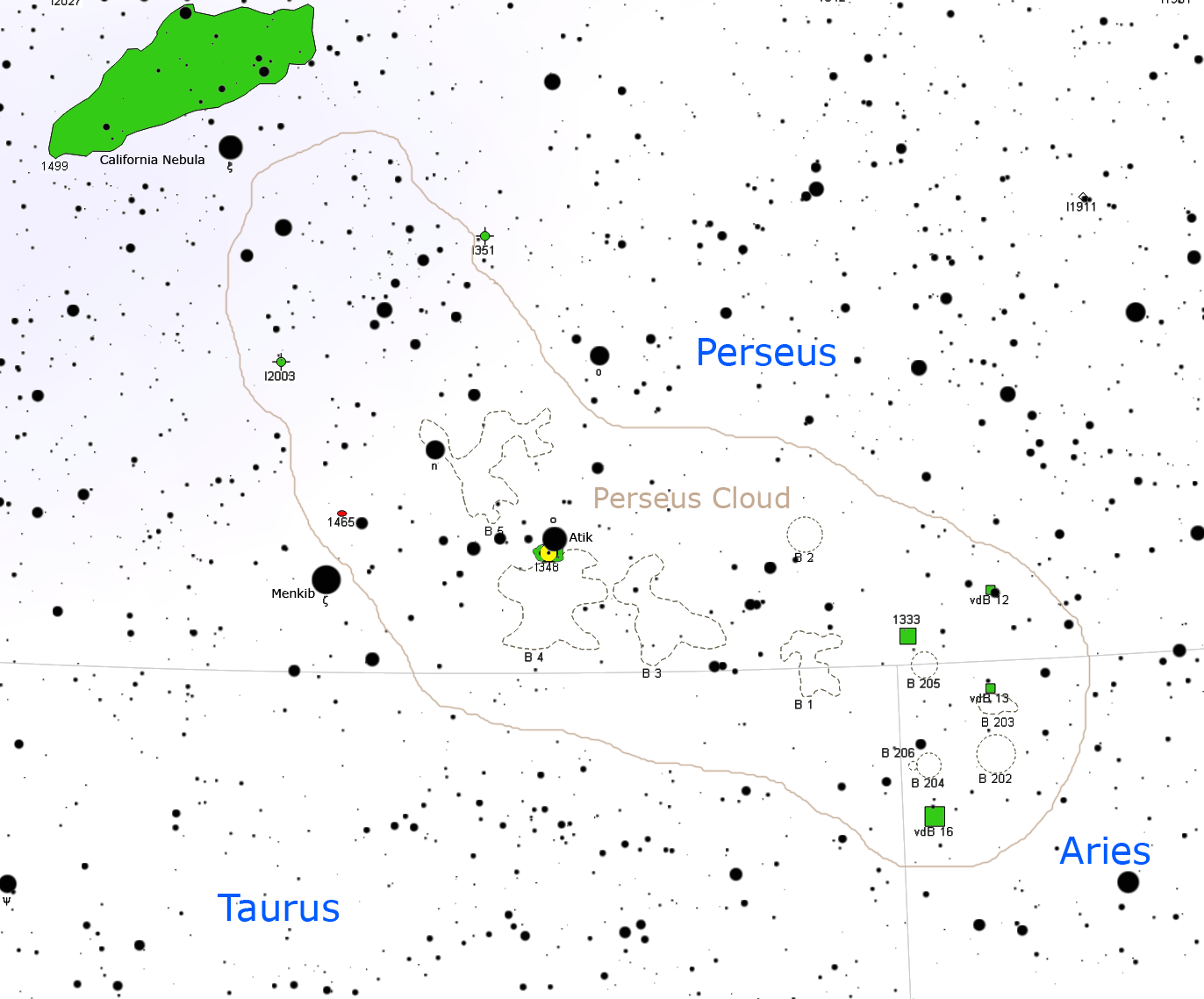
Localisation du nuage moléculaire de Persée. Les nébuleuses Bxxx sont celles qui se trouve dans le catalogue de Barnard, publié par l'astronome américain Edward Emerson Barnard.

Image prise par le télescope spatial Spitzer en 2019.

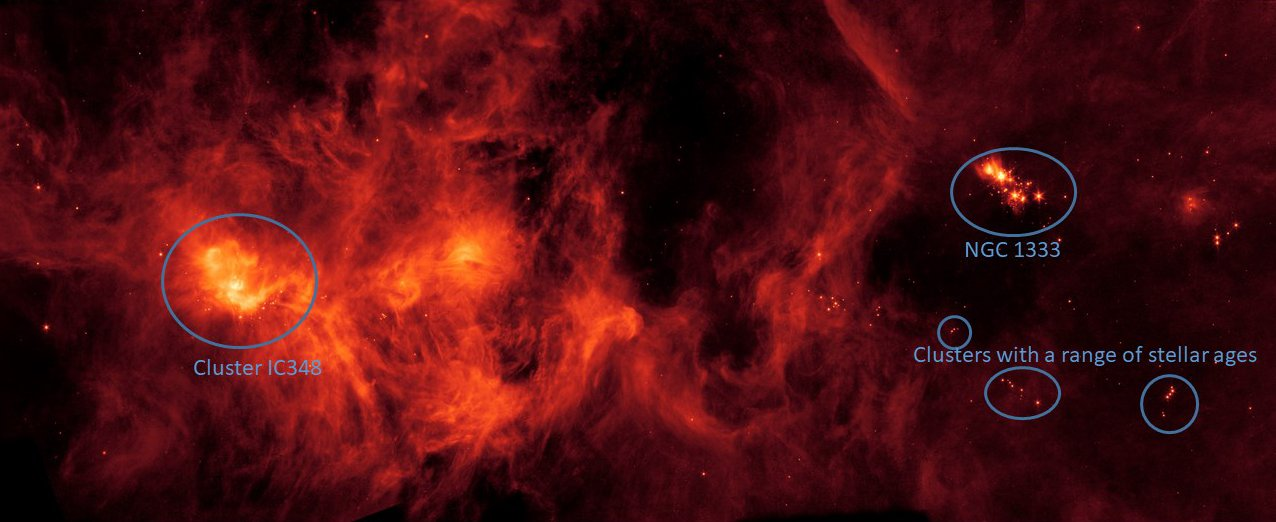
Amas IC348 (à gauche) et NGC1333 (à droite) dans la direction du nuage moléculaire de Persée.

Le nuage moléculaire de Persée (en abrégé Per MCld pour l'anglais Perseus molecular cloud) est un nuage moléculaire géant situé à 600 années-lumière de la Terre dans la constellation de Persée. Il contient plus de 10 000 masses solaires de gaz et de poussière couvrant une superficie de 6 degrés sur 2. Contrairement au nuage moléculaire d'Orion, il est presque invisible à l'exception de deux amas, IC 348 et NGC 1333, où des étoiles de faible masse sont formées. Il est très lumineux dans les infrarouges moyen et lointain ainsi que dans les longueurs d'onde submillimétriques provenant de la poussière chauffée par les étoiles de faible masse nouvellement formées.
Il montre une curieuse structure en anneau dans les cartes des satellites IRAS et MSX et le télescope spatial Spitzer l'a récemment (quand ?) détecté par le COSMOSOMAS à des fréquences micro-ondes comme une source d'émission anormale de "poussière tournoyante".
L'observation en trois dimensions a fait avancer l'identification de ce nuage. Il n'est pas indépendant. En effet, celui-ci et le nuage moléculaire 1 du Taureau sont situés, selon l'étude publiée en 2021 par une équipe de Harvard-Smithsonian Center for Astrophysics, sur les côtés opposés d'un immense anneau, issu de l'explosion de plusieurs supernovæ.